# 동해시
동해시(東海市)는 대한민국 강원특별자치도 동해안 남부에 있는 시이다. 1980년 삼척군 북평읍과 명주군 묵호읍이 통합되어 신설된 시로, 강원도 내에서는 속초시 다음으로 좁다. 시의 동쪽에는 묵호항과 동해항이 있고, 서쪽에는 두타산(1,352m)이 있다. 도심인 천곡동에 동해지방해양항만청과 시청이 소재한다. 해마다 10월에는 동해무릉제가 열린다. 무릉계곡을 비롯해 두타산·청옥산 같은 산지와 망상·어달·추암 해수욕장 등이 어우러져 자연 경관이 아름답다. 동해시를 상징하는 새는 갈매기, 꽃은 매화, 나무는 은행나무이다.

## 역사
기원 전에는 위만조선에 속해 있다가 삼한 때는 진한의 실직국의 일부였다. 102년에 신라에 병합되었으나 5세기에는 고구려의 실직군이 되었다. 630년에는 신라의 영토에 완전히 속하게 되었다. 1018년에는 삼척부의 삼척현과 강릉부의 우계현으로 분리되었다. 1632년에 현재의 동해시 남부 5개 행정동 지역이 삼척부의 박곡리가 되었고, 1648년에 현재의 동해시 북부 5개 행정동 지역은 강릉부의 망상리가 되었다. 1705년 망상리가 망상면으로 개칭되었고, 1739년에는 박곡을 견하로 개칭하였다. 1891년에는 견하를 도하·도상·견박 등 3개 면으로 분리하였다. 1895년에는 삼척도호부가 삼척군으로 개칭되었으며 1914년에는 3개 면을 합쳐서 북삼면이라 부르게 되었다. 1941년에는 묵호항이 개항되어 이후 망상면이 묵호읍으로 승격되었고, 북삼면이 북평읍으로 승격되었다.
- 1942년 10월 1일 : 강릉군 망상면(望祥面)이 묵호읍(墨湖邑)으로 승격
- 1945년 7월 1일 : 삼척군 북삼면(北三面)이 북평읍(北坪邑)으로 승격
- 1979년 12월 28일 : 동해시 설치법률 공포 (법률 제3188호)
- 1980년 4월 1일 : 쌍둥이 도시인 명주군 묵호읍과 삼척군 북평읍을 합쳐 동해시로 승격[6]
- 1981년 7월 8일 : 내동·호현동을 북평동에 편입, 향로동 일부를 동호동에 편입
- 1984년 6월 1일 : 북평역(北坪驛)을 동해역(東海驛)으로 개칭
- 1986년 12월 5일 : 북평항(北坪港)을 동해항(東海港)으로 개칭
- 1990년 3월 31일 : 부곡동 일부를 향로동에 편입
- 1993년 6월 2일 : 단봉동, 대구동 일부를 구미동에, 어달동 일부를 묵호동 편입
- 1995년 11월 20일 : 쇄운동 일부가 동회동에, 대구,구미,추암동 일부가 구호동에 편입
- 1998년 11월 2일: 동해시 과소행정동 통폐합 (15개동 → 10개동)

## 지리

### 자연
동쪽은 동해에 접해 있고, 서쪽은 정선군과 접하고 남쪽은 삼척시, 북쪽은 강릉시에 접해 있다. 서쪽에는 태백산맥의 분수령인 청옥산(1,430ｍ)·두타산(1,352ｍ)·상월산(964ｍ) 등의 연봉들이 솟아 지세가 험준하고 높으며, 여기서 동해 쪽으로 급경사를 이루고 해안지역의 너비 약 2km의 해안저지에는 50ｍ 내외의 구릉성 산지가 남북으로 전천과 북부의 마상천이 짧은 급류를 이룬다. 평야는 전천 하류의 북평 분지에 비교적 넓게 발달되어 있는 외에는 대부분 산지가 해안까지 미쳐 해식애를 이룬다. 해안선은 전반적으로 단조로우나, 묵호 부근의 만입부는 천연의 양항을 이룬다.

### 지질
동해시의 지질은 화강암과 조선 누층군으로 구성된다. 조선 누층군 풍촌 석회암층에는 추암촛대바위와 천곡동굴과 같은 석회암 카르스트 지형이 발달한다.

### 기후
태백산맥으로 해서 겨울철의 북서 계절풍이 푄 현상을 일으키고, 또 동쪽으로 동해에 면하므로 기후는 다분히 해양성을 띠어, 같은 위도의 서해안에 비해 연평균 1.5 , 1월 평균 3.7 정도 기온이 높다. 강수량도 많은 편이며, 특히 강설량이 많아 울릉도 다음의 다설지역에 속한다. 연평균 기온은 12.8도이며, 1월 평균 기온은 1.1도이고, 8월 평균 기온은 24.1도이며, 연강수량은 약 1,300mm이다.
| 동해지역기상서비스센터 (동해시 용정동, 해발 40.46m)의 기후 | 동해지역기상서비스센터 (동해시 용정동, 해발 40.46m)의 기후 | 동해지역기상서비스센터 (동해시 용정동, 해발 40.46m)의 기후 | 동해지역기상서비스센터 (동해시 용정동, 해발 40.46m)의 기후 | 동해지역기상서비스센터 (동해시 용정동, 해발 40.46m)의 기후 | 동해지역기상서비스센터 (동해시 용정동, 해발 40.46m)의 기후 | 동해지역기상서비스센터 (동해시 용정동, 해발 40.46m)의 기후 | 동해지역기상서비스센터 (동해시 용정동, 해발 40.46m)의 기후 | 동해지역기상서비스센터 (동해시 용정동, 해발 40.46m)의 기후 | 동해지역기상서비스센터 (동해시 용정동, 해발 40.46m)의 기후 | 동해지역기상서비스센터 (동해시 용정동, 해발 40.46m)의 기후 | 동해지역기상서비스센터 (동해시 용정동, 해발 40.46m)의 기후 | 동해지역기상서비스센터 (동해시 용정동, 해발 40.46m)의 기후 | 동해지역기상서비스센터 (동해시 용정동, 해발 40.46m)의 기후 |
| 월                                                         | 1월                                                        | 2월                                                        | 3월                                                        | 4월                                                        | 5월                                                        | 6월                                                        | 7월                                                        | 8월                                                        | 9월                                                        | 10월                                                       | 11월                                                       | 12월                                                       | 연간                                                       |
| ---------------------------------------------------------- | ---------------------------------------------------------- | ---------------------------------------------------------- | ---------------------------------------------------------- | ---------------------------------------------------------- | ---------------------------------------------------------- | ---------------------------------------------------------- | ---------------------------------------------------------- | ---------------------------------------------------------- | ---------------------------------------------------------- | ---------------------------------------------------------- | ---------------------------------------------------------- | ---------------------------------------------------------- | ---------------------------------------------------------- |
| 역대 최고 기온 °C (°F)                                     | 16.1 (61.0)                                                | 23.7 (74.7)                                                | 26.9 (80.4)                                                | 32.6 (90.7)                                                | 33.5 (92.3)                                                | 35.2 (95.4)                                                | 38.3 (100.9)                                               | 38.5 (101.3)                                               | 34.2 (93.6)                                                | 29.7 (85.5)                                                | 27.2 (81.0)                                                | 19.1 (66.4)                                                | 38.5 (101.3)                                               |
| 일평균 최고 기온 °C (°F)                                   | 5.4 (41.7)                                                 | 7.0 (44.6)                                                 | 11.2 (52.2)                                                | 16.7 (62.1)                                                | 21.1 (70.0)                                                | 23.4 (74.1)                                                | 26.6 (79.9)                                                | 27.6 (81.7)                                                | 23.8 (74.8)                                                | 19.7 (67.5)                                                | 13.7 (56.7)                                                | 7.7 (45.9)                                                 | 17.0 (62.6)                                                |
| 일일 평균 기온 °C (°F)                                     | 1.1 (34.0)                                                 | 2.8 (37.0)                                                 | 6.8 (44.2)                                                 | 12.2 (54.0)                                                | 16.6 (61.9)                                                | 19.6 (67.3)                                                | 23.2 (73.8)                                                | 24.1 (75.4)                                                | 19.8 (67.6)                                                | 15.1 (59.2)                                                | 9.3 (48.7)                                                 | 3.4 (38.1)                                                 | 12.8 (55.0)                                                |
| 일평균 최저 기온 °C (°F)                                   | −2.8 (27.0)                                                | −1.4 (29.5)                                                | 2.4 (36.3)                                                 | 7.7 (45.9)                                                 | 12.5 (54.5)                                                | 16.5 (61.7)                                                | 20.5 (68.9)                                                | 21.1 (70.0)                                                | 16.2 (61.2)                                                | 10.7 (51.3)                                                | 5.0 (41.0)                                                 | −0.8 (30.6)                                                | 9.0 (48.2)                                                 |
| 역대 최저 기온 °C (°F)                                     | −14.0 (6.8)                                                | −13.7 (7.3)                                                | −6.9 (19.6)                                                | −1.4 (29.5)                                                | 3.5 (38.3)                                                 | 6.0 (42.8)                                                 | 12.2 (54.0)                                                | 14.4 (57.9)                                                | 8.3 (46.9)                                                 | −0.1 (31.8)                                                | −6.2 (20.8)                                                | −11.9 (10.6)                                               | −14.0 (6.8)                                                |
| 평균 강수량 mm (인치)                                      | 46.4 (1.83)                                                | 44.0 (1.73)                                                | 57.6 (2.27)                                                | 72.3 (2.85)                                                | 63.3 (2.49)                                                | 105.9 (4.17)                                               | 230.8 (9.09)                                               | 227.2 (8.94)                                               | 219.8 (8.65)                                               | 102.9 (4.05)                                               | 71.6 (2.82)                                                | 22.5 (0.89)                                                | 1,264.3 (49.78)                                            |
| 평균 강수일수 (≥ 0.1 mm)                                   | 5.6                                                        | 6.1                                                        | 8.5                                                        | 8.3                                                        | 8.8                                                        | 10.7                                                       | 14.4                                                       | 14.8                                                       | 12.1                                                       | 7.9                                                        | 7.3                                                        | 4.1                                                        | 108.6                                                      |
| 평균 상대 습도 (%)                                         | 47.6                                                       | 52.2                                                       | 56.4                                                       | 58.8                                                       | 67.0                                                       | 77.8                                                       | 82.1                                                       | 82.3                                                       | 79.0                                                       | 67.2                                                       | 56.5                                                       | 46.0                                                       | 64.4                                                       |
| 평균 월간 일조시간                                         | 188.1                                                      | 181.0                                                      | 202.3                                                      | 211.9                                                      | 221.3                                                      | 179.7                                                      | 155.0                                                      | 163.4                                                      | 165.3                                                      | 190.3                                                      | 172.6                                                      | 188.3                                                      | 2,219.2                                                    |
| 출처: 기상청 (평년값: 1993년~2020년, 극값: 1992년~현재)    |                                                            |                                                            |                                                            |                                                            |                                                            |                                                            |                                                            |                                                            |                                                            |                                                            |                                                            |                                                            |                                                            |

## 지질

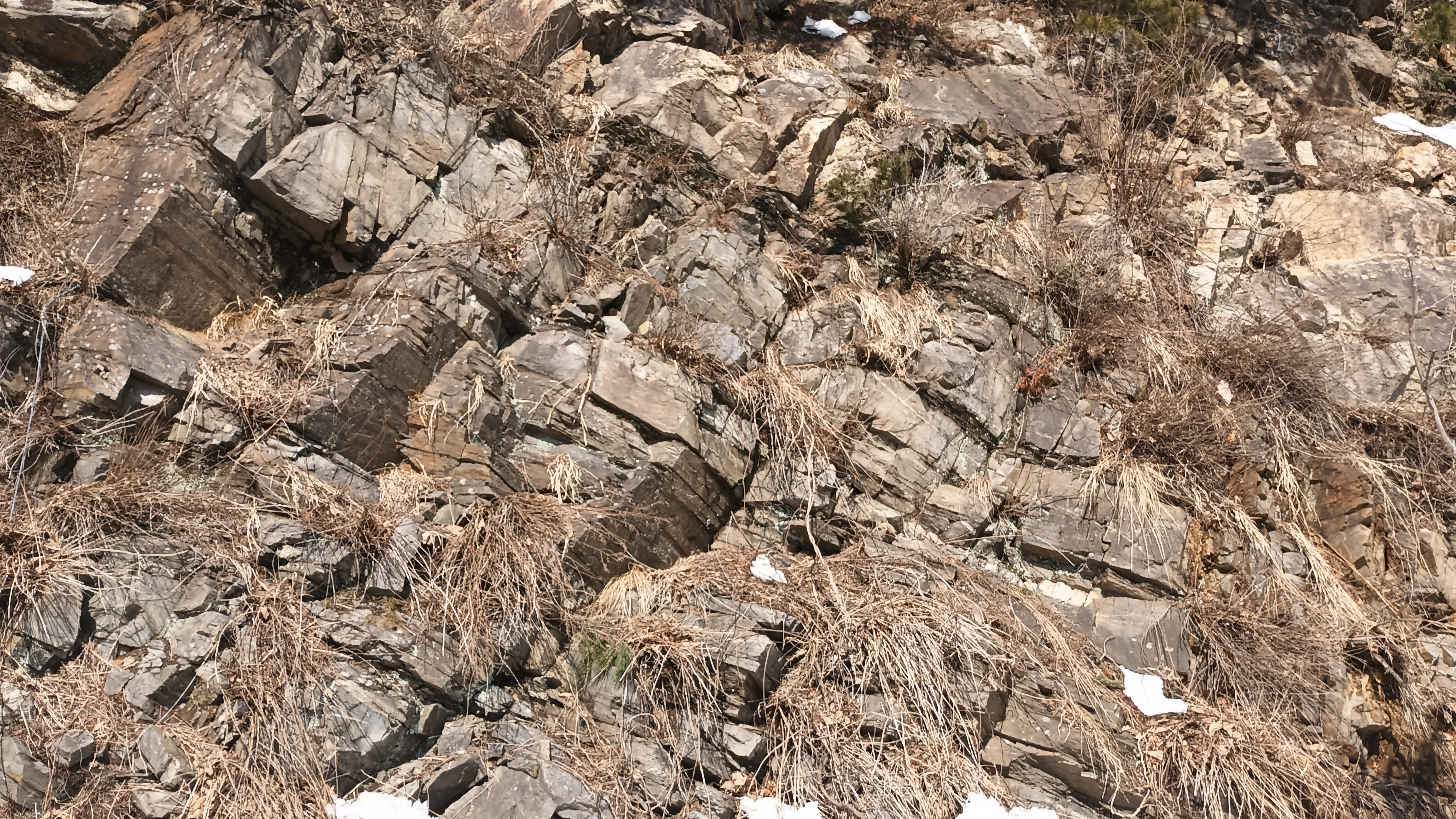
동해시 신흥동의 선캄브리아기 태백산편마암복합체(태백산층군)

동해시의 지질은 주로 고생대 전기의 퇴적암 지층 조선 누층군으로 구성되고 그 외에 일부 지역에 선캄브리아기 태백산층군, 편상 화강암, 평안 누층군, 백악기 석영반암, 제3기 지층이 분포한다. 조선 누층군은 동해시 내에서 묘봉층부터 막골층까지 분포하는데 특히 풍촌 석회암층이 분포하는 지역에 석회암 카르스트 지형인 추암촛대바위와 천곡동굴이 발달한다.

## 행정 구역
동해시의 행정 구역은 10개동 235통 1,272반으로 구성되어 있다. 동해시의 면적은 180.17 km2이고, 인구는 2022년 4월 말 주민등록 기준으로 89,223명, 42,582 가구이다.
| 행정동 | 한자   | 면적   | 인구   | 세대   | 행정 지도 |
| ------ | ------ | ------ | ------ | ------ | --------- |
| 천곡동 | 泉谷洞 | 10.39  | 30,580 | 13,825 |           |
| 송정동 | 松亭洞 | 5.27   | 3,683  | 2,156  |           |
| 북삼동 | 北三洞 | 16.60  | 19,881 | 8,736  |           |
| 부곡동 | 釜谷洞 | 5.08   | 4,901  | 2,575  |           |
| 동호동 | 東湖洞 | 2.87   | 5,010  | 2,538  |           |
| 발한동 | 發翰洞 | 1.15   | 3,278  | 1,937  |           |
| 묵호동 | 墨湖洞 | 3.35   | 2,929  | 1,732  |           |
| 북평동 | 北坪洞 | 19.31  | 12,801 | 5,758  |           |
| 망상동 | 望祥洞 | 25.79  | 3,437  | 1,826  |           |
| 삼화동 | 三和洞 | 90.36  | 2,723  | 1,499  |           |
| 합계   | 합계   | 180.17 | 89,223 | 42,582 |           |

## 경제

### 농림업
논보다 밭의 비율이 훨씬 높다. 주요 농산물인 쌀은 망상·이원·북삼동, 콩은 삼흥·삼화동, 감자는 망상·이원·삼흥동, 보리는 이원·북삼·삼흥동, 옥수수는 삼흥동, 채소는 망상·이원·북평동, 사과와 복숭아는 북평동, 포도는 이원동이 각각 중심 재배지를 이루고 있다. 전체 면적의 78%가 임야이며 침엽수와 혼합림이 대부분이다.

### 수산업
어업인구는 점차 감소 추세이며, 대부분 영세어업 내지 반농반어의 경영형태를 취한다. 항만청 지정항인 묵호항은 일찍부터 이 지역의 어업 중심지로 발달하였으며 그 밖에 천곡항·어달항·대진항 3개의 어촌정주어항이 있다. 주요 어획물은 노가리·오징어·꽁치·미역 등이다.

### 광공업
남부 일대에 양질의 석회석이 무진장 매장되어 있으며, 그것을 개발한 쌍용양회 동해공장이 삼흥동에 건설되어 현재 연간 500만t의 생산능력을 갖추고 있다. 북평항(동해항)에는 시멘트 전용 부두시설이 갖추어져서, 컨베이어 시스템에 의한 시멘트의 직접 선적이 가능해졌다. 어달동을 중심으로 무연탄이 생산되고 있으며, 삼화동에는 연간 1,200만t 이상의 석회석을 생산하는 공장이 있으며, 석회석을 주원료로 하는 시멘트공업이 발달하여 삼화·송정·항로동에 있는 동해·북평·묵호 공장에서 연간 1,600만t의 시멘트를 생산하고 있다. 북평에 선박기계·기계장비·합판·펄프·소형선박·도자기 등 중화학공업단지를 조성하였다.

### 특산품
동해사포나리알로에·동해버섯·동해망상콩나물·동해포도 등이 유명하다.

### 앙바엑스포 개최
동해시는 2009년 10월 26일부터 5일간 망상해수욕장변에서 앙바엑스포를 개최하였다. 41개국에서 5,400여명의 천연가스 분야 전문가 및 저명인사와 업계, 학계 등 각계각층의 관계자들이 대거 참여하였으며 관람객은 5일간 내국인 84,290명, 외국인 2,377명 등 모두 86,667명으로 최종 집계됐다. 또한 이번 ANGVA 2009 동해 EXPO를 통해 180억 원의 생산효과, 37억원의 소득효과, 84억 원의 부가가치 효과, 330여명의 고용 창출효과를 얻은 것으로 분석된다.

## 사회
몇년 전만 해도 동해시의 인구는 감소 추세에 있었으나 최근 EFEZ(동해안경제자유구역청)등의 개발사업과 시멘트 산업단지가 조성되어 지속적으로 인구유입이 되어 증가세로 돌아섰다.
삼척시, 강릉시 옥계면 등과 시내버스로 연결되어 있는 등 강릉 남부, 삼척과 교류가 잦으며 시청과 마트, 영화관 등 상업시설이 밀집된 천곡동이 중심지 역할을 한다.
과거에는 묵호가 중심지였으나 공공기관이 천곡동에 들어서면서 묵호지역은 인구가 줄고 있는 상태다. 하지만 논골담길, 묵호항, 망상해수욕장 등 관광자원이 풍부해 상권이 그렇게 많이 죽은 편은 아니다.
크게 묵호항과 발한동 중심의 묵호, 시청로터리 중심의 천곡로, 북삼동 중심의 구 북평읍으로 생활권이 나뉜다.

## 문화·관광
관광지로는 계곡·삼림·해안 등 관광자원이 풍부하여 개발의 여지가 많다. 특히 상류에 펼쳐진 넓은 폭포 및 깊은 계곡과 울창한 삼림·사찰 등이 소금강에 비교되는 곳이다. 1998년 가을 ‘금강산 유람선’의 출항지가 되면서 관광객들의 발길이 더욱 잦아지고 있다.
- 묵호항

묵호항은 동해시 묵호동에 있는 항구이다. 주변에 수산물시장이 있다. 항내수(港內水) 면적 402km2. 항만법상 1종항으로, 한국에서 석탄과 시멘트의 반출항으로서는 북평항(北坪港) 건설 이전까지는 최대의 규모였다. 동해안의 어업기지 및 피난항으로서 이용도가 높다.
- 무릉계곡

무릉계곡은 동해시 삼화동에 있는 관광지이다. 국민관광지 제77호로 선정, 개발되고 있다. 두타산과 청옥산 자락에 걸쳐 있는 이 계곡은 이름 그대로 무릉도원처럼 아름다운 곳이다. 무릉계곡 입구에 들어서면 무릉반석이라 불리는 널찍널찍한 바위들에 눈길이 간다. 바위에는 이곳을 찾은 시인 묵객들이 글씨를 남겨 놓았다. 그외에 볼거리는 쌍폭포와 용추폭포, 삼화사, 청옥산, 두타산, 고적대 등이 있다.
- 반석폭포

두타산과 청옥산에 발원하여 흐르는 무릉계곡 전천의 상류에 펼쳐진 넓은 폭포이다.
- 천곡황금박쥐동굴

천곡황금박쥐동굴은 시내에 있는 유일한 동굴이고 석회암동굴이다. 종유석, 석순이 있으며 시영아파트를 짓다가 발견되었다고 한다. 천곡동에 위치한다.
- 망상해수욕장

긴 모래사장과 얕은 수심으로 유명하다.
- 약천마을
- 추암 촛대바위

석회암이 침식하여 기암괴석을 이룬다. 추암해수욕장에 위치한다.
- 북평5일장
- 동쪽바다중앙시장묵호중앙시장
- 동해 러시아 대게마을

### 문화재
- 동해 어달산 봉수대
- 북평 해암정

海巖亭 강원도 유형문화재 제63호. 단층 8작지붕 초익공 양식, 정면 3칸, 측면 2칸. 고려 공민왕 10년(1361) 삼척 심씨의 시조인 심동로가 벼슬을 버리고 향리에 내려가 생활할 때 건립한 것으로 후학 양성과 풍월로 여생을 보낸 곳이다. 그 후 화재로 타버렸다가 조선 중종 25년에 어촌 심언광이 중건하고 정조 18년에 중수하였다.
- 동해 삼화사 철조노사나불좌상
- 삼화사

무릉계곡 입구에 위치하고 있는 유서깊은 절이다. 신라 선덕여왕 11년(642)에 자장율사가 절을 건립하고 흑연대라 하였고, 그 후 범일국사가 재건하여 삼공암이라 하였다. 임진왜란 때 불타 약사전만 남았었는데 현종 1년(1660)에 중건되었다. 순조 23년(1823)과 고종 43년(1906), 두 차례 재난에 의해 소진됐던 것을 재건축했다. 경내에는 3층석탑(지정문화재 제713호)과 철불(보물 제1292호)이 있다.

### 축제
- 망상웨이브페스티벌
- 유천문화축제
- 동해무릉제
- 동해 묵호항 수산물 축제
- 해맞이행사
- 정월대보름맞이행사

## 교통

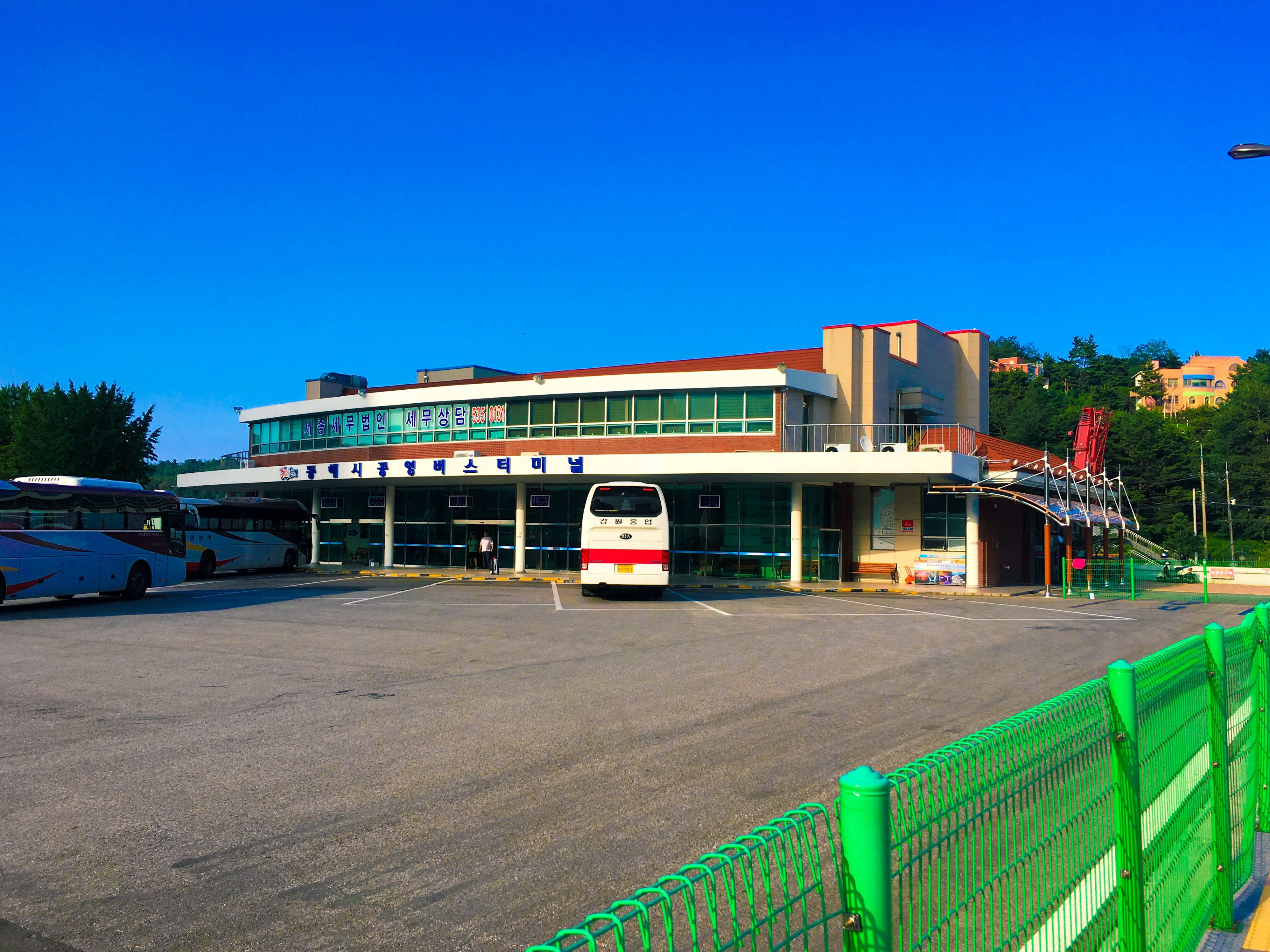
동해시외버스터미널에 주차하고 있는 시외버스와 터미널 건물의 모습.

#### 철도
동해시는 삼척선이 영동선에서 분기되는 곳이며 시멘트 수송을 위한 송성-삼화간 북평선 철도, 모든 구간이 전철화된 강릉-영주간 영동선 철도가 있다. 역은 동해역, 묵호역, 망상역(간이), 망상해수욕장역(임시승강장)이 위치한다. 주로 여객을 대상으로 한 열차보다는 자원 등을 수송하기 위한 열차가 더 활성화되어있다. 또한 삼척-포항간 철도가 지금 건설중이므로 완공될 시에는 동해시 철도교통이 향상될 것이다.
관광용인 바다열차도 있으며 추암역 등을 경유한다.
| 영동선   | 신기역 ↔ 동해역 ↔ 묵호역 ↔ 망상역 ↔ 정동진역 |
| 삼척선   | 동해역 ↔ 추암역 ↔ 삼척해변역                 |
| 북평선   | 동해역 ↔ 삼화역                              |
| 묵호항선 | 동해역 ↔ 묵호항역 ↔ 묵호역                   |

#### 고속도로
| 65 동해고속도로 | 옥계 나들목 ↔ 망상 나들목 ↔ 동해 나들목 ↔ 삼척 나들목 |

### 국도
| 7 | 동해대로 | 38 | 강원남부로 | 42 | 서동로 |

#### 버스
- 시외버스 : 동해고속버스터미널, 동해시외버스터미널
- 시내버스 ; 동해시의 시내버스

### 해상교통
해상교통은 묵호항과 동해항이 있어 원활하다. 동해항에서는 동해항국제여객터미널을 통해 일본 쓰루가항과의 사이에 고속정이 운항되고 있고, 또한 러시아와 일본을 잇는 정기 여객선도 운행중이다. 묵호항에서는 묵호항여객선터미널을 통해 경상북도 울릉군 도동항으로 향하는 여객선을 이용할 수 있다. 묵호항은 강릉항, 후포항, 포항구항과 함께 울릉도와 독도로 향하는 주요 거점으로 꼽힌다.

## 교육
교육기관으로는 유치원은 22개, 초등학교 13개교, 중학교 7개교, 고등학교 6개교가 있다.
과거에는 한중대학교가 있었다.

### 고등학교
| - 동해광희고등학교(사립) - 동해삼육고등학교(사립) | - 동해상업고등학교 - 묵호고등학교 | - 북평고등학교 - 북평여자고등학교 |

## 같이 보기
- 동해시의 국회의원

## 자매 도시
| 국가     | 도시                              |
| -------- | --------------------------------- |
| 대한민국 | 서울특별시 도봉구                 |
| 대한민국 | 전라북도 김제시                   |
| 일본     | 후쿠이현 쓰루가시                 |
| 러시아   | 나홋카                            |
| 중국     | 지린성 옌볜 조선족 자치주 투먼 시 |
| 미국     | 워싱턴주 페더럴웨이               |
| 캐나다   | 뉴브런즈윅주 세인트존             |